# Битка при река Лупия
Битката при река Лупия при река Лупия е сражение, състояло се през 11 г. пр.н.е., между римска войска предвождана от Нерон Клавдий Друз и германското племе сугамбри завършило с победа за римляните. Мястото, където се е състоял военния сблъсък се намира днес по долното течение на река Липе в германската провинция Северен Рейн-Вестфалия. Победата позволява на римляните да разширят своя контрол над територии в Магна Германия простиращи се към река Елба.